# (5763) Williamtobin
(5763) Williamtobin ist ein Hauptgürtelasteroid, der am 23. Juni 1982 von Alan C. Gilmore und Pamela Margaret Kilmartin am Mt John University Observatory in Neuseeland entdeckt wurde.
Er wurde nach dem britisch-neuseeländischen Astronomen William Tobin (1953–2022) benannt, der an der University of Canterbury unterrichtete und Direktor des Mt John University Observatory war.